# Antônio Joaquim Dias
Antonio Joaquim Dias (Trás-os-Montes, 1844 - Brasil, 1892), foi jornalista em Pelotas, estado do Rio Grande do Sul e “idealizador, vivendo em uma época que tornou Pelotas famosa pela cultura de sua gente”.

## Biografia
Antonio Joaquim Dias chegou ao Brasil como um imigrante pobre. Nascido em Portugal, desembarcou no Rio Grande do Sul com 13 anos. Iniciou sua trajetória profissional como modesto empregado do Diário do Rio Grande, onde aprendeu tipografia.
Autodidata, dotado de um espírito adaptável e curioso, e movido por um ardente desejo de conhecimento, ingressou no jornalismo. Fundou o jornal Artista e a revista literária Arcádia, entre 1867 e1870).
Em 1869, fixou residência em Pelotas, onde se casou com Cezaria Dias. Nessa cidade, fundou  o Jornal do Comércio em 1870, que mais tarde acabaria vendendo. Em 1º de janeiro de 1875, lançou o jornal o Correio Mercantil, sob o lema “não aceitamos responsabilidade de testas de ferro”, marcando o início de um jornalismo independente e transparente, sustentado por uma renda publicitária estável. 
Teve dois filhos, Cesar Dias e Antonieta Dias, que estudou medicina no Tio de Janeiro e tornou-se a terceira médica formada no Brasil.
uando faleceu, o Correio Mercantil já completava 17 anos de existência. Antonio Joaquim Dias morreu jovem, as 48 anos, em 8 de março de 1893, vítima de ruptura de um aneurisma. Estava a bordo do vapor Rio Pardo, acompanhado de uma afilhada de dez anos, que pretendia matricular no Colégio São José, em São Leopoldo. Seu filho, ainda jovem estudante de Direito, assumiu a propriedade e a direção do Correio Mercantil, mantendo-o em funcionamento por mais 14 anos.
Quando faleceu, o Correio Mercantil já completava 17 anos de existência. Antônio Joaquim Dias morreu jovem, aos 48 anos, em 8 de março de 1893, vítima da ruptura de um aneurisma. Estava a bordo do vapor Rio Pardo, acompanhado de uma afilhada de dez anos, que pretendia matricular no Colégio São José, em São Leopoldo. Seu filho, César Dias, ainda jovem estudante de Direito, assumiu a propriedade e a direção do Correio Mercantil, mantendo-o em funcionamento por mais 14 anos.

## Prêmios e distinções
Recebeu Antonio Joaquim Dias, os seguintes diplomas e distinções:
- Protetor da Sociedade Musical União.

- Sócio efetivo da Associação Emancipadora Clube Abolicionista.

- Medalha de ouro, na Exposição Brasileira-Allemã, realizada em Porto Alegre em 1881.

- Sócio Benemérito da Bibliotheca Pública Pelotense

- Sócio protetor da Associação Musical Apolo

- Sócio Honorário do Clube Carnavalesco Demócrito

- Idealizador e fundador do Asilo de Mendigos

Foi também homenageado pela municipalidade de Pelotas dando o nome à Escola Municipal Antonio Joaquim Dias.